# تروی مینک
تروی مینک (انگلیسی: Troy Meink) سیاست‌مدار اهل ایالات متحده آمریکا است، که از مه ۲۰۲۵ به‌عنوان وزیر نیروی هوایی ایالات متحده آمریکا فعالیت می‌کند.
مینک دانش‌آموخته کارشناسی مهندسی مکانیک از دانشگاه ایالتی داکوتای جنوبی و دکتری مهندسی هوافضا از دانشگاه ایالتی اوهایو است و فعالیت شغلی را از سال ۱۹۸۸ در نیروی هوایی ایالات متحده آمریکا آغاز کرد. وی از ۲۰۱۳ تا ۲۰۱۴ معاون فضایی وزیر نیروی هوایی بود و در فاصله سال‌های ۲۰۲۰ تا ۲۰۲۵ به‌عنوان قائم‌مقام مدیر دفتر ملی شناسایی فعالیت می‌کرد.